# Sussex
|  | Per a altres significats, vegeu «Sussex (desambiguació)». |

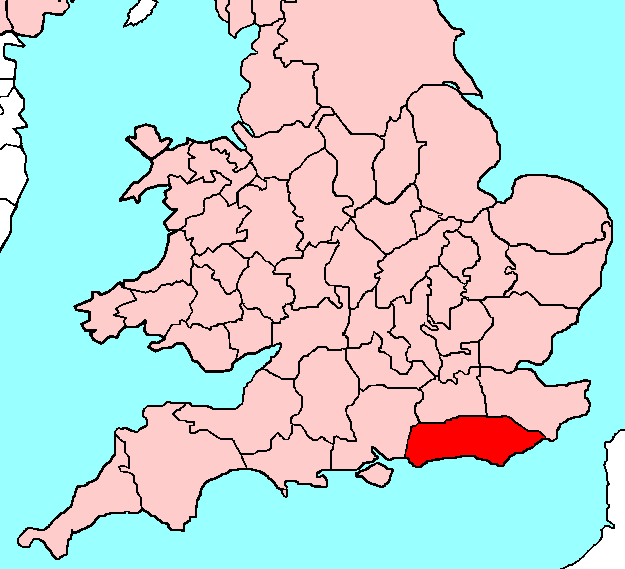
Antiga extensió de Sussex

Sussex (paraula derivada de l'anglès antic, Sūþsēaxe: 'Saxons del Sud'), és un comtat històric d'Anglaterra. Es troba al sud-est del país i correspon aproximadament a la zona de l'antic Regne de Sussex. Té 1.392.000 habitants (1991) i una superfície de 3.783 km². Al nord limita amb Surrey, a l'est amb Kent, al sud amb el Canal de la Mànega, i a l'oest amb Hampshire, i està dividit administrativament en West Sussex, East Sussex i, des de 1997, la ciutat de Brighton i Hove. Aquell any va crear-s'hi una autoritat unitària i l'any 2000 va rebre la denominació de ciutat. Fins aquell any Chichester era l'única ciutat de Sussex.
Les divisions de Sussex Occidental (West Sussex) i Sussex Oriental (East Sussex) van ser establerts l'any 1889, i des de 1988 són comtats administratius d'Anglaterra.
El nom de Sussex va romandre com a comtat cerimonial d'Anglaterra fins a 1974, quan el Lord-Lieutenant de Sussex va ser substituït per un a cada East i West Sussex.
Sussex manté una identitat local forta.

## Geografia
Pertany a l'anticlinal Weald–Artois i per això una zona d'altiplans travessen el comtat d'oest a est una part és sorrenca i l'altra calcària entre les dues parts de les terres altes hi ha la vall de Sussex per on flueix el riu Rother.
El Weald (que en anglès antic significava "bosc") és el que resta d'un gran bosc, dins del qual hi ha el punt més alt de Sussex, el Black Down o Blackdown, de 305 metres, o 280 metres, d'acord amb l'article de la viquipèdia en anglès.
Cap a 1660, aquest bosc feia més de 200.000 acres i el seu carbó vegetal fornia la indústria del ferro del comtat.
Els rius de la zona són relativament curts.
El clima combina les més altes temperatures màximes que apareixen a les illes Britàniques amb també la insolació més alta. La pluviometria més alta es dona a South Downs, amb 950 litres anuals. Hi pot haver inundacions localitzades, i d'altra banda les secades poden portar a restriccions en el subministrament d'aigua. En estar prop del continent europeu, els hiverns són més freds i els estius més càlids i humits que a la resta de l'illa a la mateixa latitud.

## Agricultura
Sussex manté part de la seva naturalesa rural però actualment només el 2% de la població es dedica a l'agricultura (comparat amb el 40% a 1841). La gran varietat de sòls implica varietat de conreus. S'hi va mantenir molts anys la raça de "vaca de Sussex". El conreu de cereals ha anat davallant amb la baixada dels preus. Les zones calcàries són pasturades per ramats d'ovelles de mida petita (ovella Southdown). La zona de les planes costaneres és on les condicions agrícoles són millors i hi ha alguns hivernacles.
La pesca s'ha reduït molt també.

## Ferro
Hi ha dipòsits de ferro explotats des de l'Edat del ferro i els antics romans en pavimentaven els camins. Des de temps medievals funcionaven martells hidràulics per a la indústria del ferro. En la guerra civil anglesa del segle xvii Sussex era estratègicament important per a fabricar canons.

## Terrissa
Gran part de Sussex té argila prop de la superfície i hi havia una indústria terrissaire especialment en la zona de Burgess Hill.

## Població
La zona de l'antic comtat de Sussex tenia una població el 1901 de 605.202 habitants.

## Poblacions i ciutats
- Arundel
- Battle
- Bognor Regis
- Bexhill-on-Sea
- Brighton and Hove (seu de la Universitat de Brighton i la Universitat de Sussex)
- Burgess Hill
- Chichester (seu de la Universitat de Chichester)
- Crawley
- Crowborough
- Eastbourne
- East Grinstead
- Hailsham
- Hastings
- Haywards Heath
- Heathfield
- Horsham
- Hove
- Lancing
- Lewes
- Littlehampton (seu de The Body Shop)
- Midhurst
- Petworth
- Rye
- Selsey
- Uckfield
- Worthing